# Václav Skuhravý (entomolog)
Václav Skuhravý (1. dubna 1928 Kadov – 1. dubna 2018) byl český entomolog, ekolog a vědecký pracovník, jeden ze zakladatelů Entomologického ústavu Československé akademie věd. Zasloužil se o ukončení plošného používání insekticidů proti mandelince bramborové. Jako první použil ke kontrole bekyně mnišky v lesích České republiky feromonové lapače. Spolu s manželkou Marcelou Skuhravou prokázali výskyt bejlomorek v 31 zemích Evropy, na Sibiři, na 14 ostrovech ve Středomoří a na Faerských ostrovech. Díky svým výzkumům je Václav Skuhravý známý po celém světě. Je autorem nebo spoluautorem více než 300 vědeckých prací, šesti monografií a 17 knih a za svou práci obdržel řadu významných ocenění. Z výsledků jeho výzkumu vzešly různé české i cizojazyčné učebnice a příručky zemědělské a lesnické entomologie a ekologie.

## Biografie
Václav Skuhravý se narodil 1. dubna 1928 v Kadově. V letech 1939– 1947 chodil do Reálného gymnázia v Příbrami. Již tehdy se zajímal o přírodopis a o prázdninách navštěvoval Hydrobiologickou stanici u rybníka Velký Pálenec nedaleko vesnice Vrbno. Tehdy se tam scházely výrazné osobnosti české biologie, Karel Schäferna, Bohuslav Fott, Walter Černý a zejména Julius Komárek, díky němuž se Václav začal zajímat o entomologii.
Vystudoval zoologii, botaniku a zeměpis na Přírodovědecké fakultě Univerzity Karlovy a v roce 1951 získal za práci o bekyni mnišce doktorát a stal se vědeckým asistentem profesora Komárka v Ústavu všeobecné a pokusné zoologie UK. Na katedře zoologie se seznámil se svou budoucí manželkou Marcelou Hellerovou. V roce 1955 se s ní oženil a měli spolu dvě děti. V roce 1954 spoluzakládal Entomologickou laboratoř Československé akademie věd (ČSAV), ze které se v roce 1961 stal Entomologický ústav ČSAV (později Akademie věd ČR). Jako vědecký pracovník ústavu pracoval celkem padesát let až do roku 2004 a od počátku se výrazně podílel na koncepci ústavu a vybudoval zde a řadu let vedl ekologické oddělení, nejprve v Praze a od roku 1985 v Českých Budějovicích. Výzkumen hmyzu se zabýval i po odchodu do důchodu.
Po celou dobu své kariéry se Václav Skuhravý zabýval především ekologií hmyzu se zvláštním důrazem na boj se škůdci. Věnoval se studiu hmyzu polních kultur (brambory, jetel, cukrovka), střevlíkovitých brouků, květilky řepné a mandelinky bramborové a studoval také lesnické a zemědělské škůdce jako bekyně mniška, obaleč modřínový, lýkožrout smrkový a bejlomorky. Byl průkopníkem v používání nechemických kontrolních prostředků a snížení škod na životním prostředí. Zasloužil se o ukončení plošného používání insekticidů proti mandelince bramborové. Jako první použil ke kontrole bekyně mnišky v lesích České republiky feromonové lapače. V rámci Mezinárodního biologického programu a programu Člověk a biosféra se podílel na výzkumu hmyzu vyvíjejícího se na rákosu. Na konferenci o životním prostředí v Olomouci v roce 1974 poprvé vyjádřil myšlenku, že by mělo být zřízeno Ministerstvo životního prostředí.
S manželkou Marcelou Skuhravou se zabýval výzkumem dvoukřídlého hmyzu z čeledi bejlomorkovití (Cecidomyiidae). V letech 1955 až 1982 spolu prováděli rozsáhlý výzkum bejlomorkovitých v Československu. Na 670 prozkoumaných lokalitách na českém území zjistili výskyt 500 druhů bejlomorek a dalších 350 druhů objevili ve 336 lokalitách na Slovensku. Výsledky uveřejnili v mnoha dílčích a dvou souborných publikacích (Skuhravá 1991, 1994). Později svůj výzkum rozšířili do dalších evropských států – Maďarska, Bulharska, Rakouska, Itálie, Francie, Německa, Norska, Dánska, Řecka a Švýcarska. Sbírat hálky obsahující bejlomorky se vydali také do Ruska na Sibiř a do Turecka. Za 62 let společně stráveného života prozkoumali manželé Skuhraví výskyt a rozšíření bejlomorek v 31 zemích v Evropě, na Sibiři, na 14 ostrovech ve Středozemním moři a dokonce na Faerských ostrovech. Výzkum v České republice a na Slovensku a na ostrovech Středomoří si financovali z vlastních zdrojů. Finanční podporu pro výzkumy na území bývalé Jugoslávie, Řecka, Bulharska a Rumunska poskytl Entomologický ústav Československé akademie věd a na území Rakouska Rakouská akademie věd. Přírodovědná muzea v Kodani, Bolzanu a Ženevě podpořila výzkumy v Dánsku, jižních Tyrolích a ve Švýcarsku. Výzkum v Lichtenštejnsku a následnou publikaci sponzoroval kníže Hans Adam II. Cestu na Faerské ostrovy manželům financovaly jejich děti. Manželé Skuhraví spolu uveřejnili přes 100 vědeckých prací o výskytu, rozšíření a ekonomickém významu bejlomorek a významně tak přispěli k zoogeografii této skupiny. Jejich celoživotním dílem se stala rozsáhlá publikace Gall Midges of Europe (2022), která podává přehled všech druhů bejlomorek v Evropě a popisuje místa jejich nálezů.
Václav Skuhravý se jako autor či spoluautor podílel na více než 300 vědeckých pracích, šesti monografiích a 17 knihách. Kromě toho se věnoval popularizaci vědy a uveřejnil více než 200 populárně-vědeckých článků. Působil 12 let jako člen redakční rady časopisu Vesmír, 12 let v časopisu Živa a 20 let v časopise Agrochemie. Byl také členem redakční rady mezinárodního časopisu Zeitschrift für angewandte Entomologie. Od roku 1942 (od svých 14 let) byl členem České společnosti entomologické a v roce 2000 byl jmenován jejím čestným členem. Od roku 1948 byl také členem České zoologické společnosti a od roku 1965 České bioklimatologické společnosti. Za svůj výzkum obdržel Václav Skuhravý řadu významných ocenění, mezi něž patří medaile J. E. Purkyně, medaile Gregora Mendela, medaile Československé akademie věd, medaile Ctibora Blattného a cena za entomofaunistiku střední Evropy.
Václav Skuhravý zemřel 1. dubna 2018 v den svých devadesátých narozenin.

## Ocenění
Za svou vědeckou činnost obdržel Václav Skuhravý řadu ocenění:
- stříbrná medaile Gregora Mendela (1988)
- medaile Československé akademie věd za přínos v oblasti zemědělských věd (1988)
- medaile J. E. Purkyně (1988)
- cena Československé akademie věd (1989) pro tým výzkumníků ve složení Jan Vrkoč, Ivan Hrdý, Jan Žďárek, Karel Konečný a Václav Skuhravý za publikaci Chemická komunikace hmyzu
- zlatá a stříbrná medaile Výzkumného ústavu lesního hospodářství a myslivosti za přínos lesnickým vědám (2001, 2008)
- cena za entomofaunistiku střední Evropy za rakouskou monografii o bejlomorkách (2009)[3]
- medaile Ctibora Blattného od České společnosti rostlinolékařské za přínos k rozvoji fytopatologie, kterou obdržel společně s manželkou Marcelou Skuhravou (2015)

## Výběr z díla
Zdroj Biologické centrum AV ČR
- Chrousti a boj s nimi (1953)
- Zoologické praktikum (1954)
- Bejlomorky (1960)
- Die Gallmücken und ihre Gallen auf Wildpflanzen (1963, 1973)
- Rok v přírodě (1964)[8]
- Die Rübenfliege (1967)
- Metody chovu hmyzu (1968)
- Jižní Čechy, životní prostředí a jeho ochrana (1982)
- Bejlomorka sedlová - Bylomor sedlový  (1983)
- Obaleč modřínový (1985)
- The needle-shortening gall midge Thecodiplosis brachyntera (Schwägr.) on the genus Pinus (1991)
- Atlas of Galls Induced by Gall Midges (1992)
- Die Gallmücken des Fürstenstum Lichtenstein (1993)
- Chraňme Jihočeské lesy (1995)
- Bejlomorky lesních dřevin a keřů (1998)
- Lýkožrout smrkový a jeho kalamity (2002)
- Jak žít s hmyzem (2003)
- Historie a současnost entomologie v Česku (History and present times of entomology in Czechia) (2008)